# Episodi di Stitchers (prima stagione)
La prima stagione della serie televisiva Stitchers è trasmessa in prima visione negli Stati Uniti sul canale Freeform (ex ABC Family) dal 2 giugno al 20 ottobre 2015.
In Italia è andata in onda dal 25 settembre al 30 ottobre 2016 su Rai 4.
| n°                                      | Titolo originale                        | Titolo italiano                       | Prima TV USA    | Prima TV Italia   |
| --------------------------------------- | --------------------------------------- | ------------------------------------- | --------------- | ----------------- |
| 1                                       | A Stitch in Time                        | Viaggio nei ricordi                   | 2 giugno 2015   | 25 settembre 2016 |
| 2                                       | Friends in Low Places                   | Amici nei bassifondi                  | 9 giugno 2015   | 25 settembre 2016 |
| 3                                       | Connections                             | Connessione                           | 16 giugno 2015  | 2 ottobre 2016    |
| 4                                       | I See You                               | Io ti vedo                            | 23 giugno 2015  | 2 ottobre 2016    |
| 5                                       | Stitcher in the Rye                     | Il giovane Stitcher                   | 30 giugno 2015  | 9 ottobre 2016    |
| 6                                       | Finally                                 | Finalmente                            | 7 luglio 2015   | 9 ottobre 2016    |
| 7                                       | The Root of All Evil                    | La radice di tutti i mali             | 14 luglio 2015  | 16 ottobre 2016   |
| 8                                       | Fire in the Hole                        | Compleanno in quarantena              | 21 luglio 2015  | 16 ottobre 2016   |
| 9                                       | Future Tense                            | Tempo futuro                          | 28 luglio 2015  | 23 ottobre 2016   |
| 10                                      | Full Stop                               | Punto                                 | 5 agosto 2015   | 23 ottobre 2016   |
| Speciale Halloween: When Darkness Falls | Speciale Halloween: When Darkness Falls | Il più spaventoso Halloween di sempre | 20 ottobre 2015 | 30 ottobre 2016   |